# Mollebamba
Mollebamba es una localidad peruana capital del Distrito de Mollebamba de la Provincia de Santiago de Chuco en el Departamento de La Libertad. Se ubica aproximadamente a unos 209 kilómetros al sureste de la ciudad de Trujillo.